# Саїд ібн аль-Гусейн
Саїд ібн аль-Гусейн (д/н — 788) — державний діяч Аль-Андалуса, валі (намісник) Сарагоси у 781—788 роках.

## Життєпис
Походив з єменського роду Ансарі. Син Гусейна ібн Ансарі, валі Сарагоси. Про відомостей обмаль. З кінця 770-х років брав участь у повстанні батька проти центрального уряду Кордовського емірату. У 781 році після поразки батька, той зрікся посади валі Сарагоси на користь Саїда. Він спирався на берберські племена та кайситів.
У 788 році після смерті еміра Абдаррахмана I почалася боротьба за владу між його синами Гішамом і Сулейманом. Саїд ібн аль-Гусейн підтримав останнього. Про нього виступ Муса ібн Фортун, який у битві біля Тортоси завдав поразки Саїдові, який загинув під час втечі з поля бою. Міса ібн Фортун став новим валі Сарагоси.